# (7952) 1992 XB
1992 أكس بي (ويعرف أيضًا باسم (7952) 1992 أكس بي وفق تسمية الكوكب الصغير) (بالإنجليزية: 1992 XB)‏ هو كويكب ضمن حزام الكويكبات؛ وترتيبه 7952 من حيث الاكتشاف.
اكتُشف هذا الجُرم الفلكي بواسطة Akira Natori ‏ في 3 ديسمبر 1992.

## وصلات خارجية
- (7952) 1992 XB في قاعدة بيانات مختبر الدفع النفاث لأجرام النظام الشمسي الصغيرة

- الاكتشاف · مخطط المدار ·  العناصر المدارية · المعلمات المادية

- (7952) 1992 XB على موقع ويكي سكاي: DSS2, SDSS, GALEX, IRAS, Hydrogen α, X-Ray, Astrophoto, Sky Map, Articles and images